# Rescripto Imperial sobre la Educación

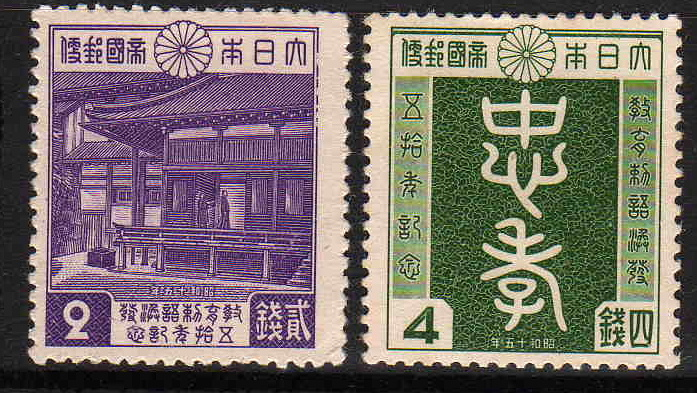
Sellos conmemorativos celebrando el 50 aniversario del Rescripto Imperial en 1940.

El Rescripto Imperial sobre la Educación (教育に関する勅語 Kyōiku ni Kansuru Chokugo) fue firmado el 25 de octubre de 1890 por el emperador Meiji de Japón, con el objetivo de articular la política gubernamental sobre los principios rectores de la educación sobre el Imperio del Japón. El documento, de 315 caracteres, se leyó en voz alta en todos los eventos escolares importantes y se pidió a los estudiantes que estudiaran y memorizaran el texto.

## Antecedentes
Después de la Restauración Meiji, la dirección del gobierno Meiji sintió la necesidad de enfatizar los objetivos comunes de una rápida modernización (occidentalización) con apoyo y legitimación del sistema político centrado en la institución imperial. En las décadas de 1870 y 1880, Motoda Nagazane y otros conservadores promovieron la reactivación de los principios del confucionismo como guía para la educación y la moral públicas; sin embargo, Inoue Kowashi y otros defensores de la "modernización" de Japón sintieron que esto alentaría un retorno al antiguo orden feudal, y presionaron por una filosofía "centrada en el emperador". El Primer Ministro Yamagata Aritomo autorizó la redacción del Rescripto, que fue un compromiso redactado en gran parte por Inoue Kowashi con el aporte de Motoda Nagazane y otros.
Después de su emisión, el Rescripto se distribuyó a todas las escuelas del país, junto con un retrato del Emperador Meiji.

## Detalles
El Rescripto solicitaba a la gente que "además promueva el bien público y promueva intereses comunes; siempre respete la Constitución y respete las leyes; en caso de que surja una emergencia, ofrézcase con coraje al Estado; con el cielo y la tierra ".
La base del Rescripto era que el kokutai (sistema de gobierno) único de Japón se basaba en un vínculo histórico entre gobernantes benévolos y súbditos leales, y que el propósito fundamental de la educación era cultivar las virtudes, especialmente la lealtad y la piedad filial.
Después del final de la Segunda Guerra Mundial y tras la rendición de Japón, las autoridades de ocupación estadounidenses prohibieron la lectura formal del Rescripto Imperial en las escuelas, y la Dieta Nacional lo abolió oficialmente el 19 de junio de 1948.

## Kikuchi Dairoku y el Rescripto Imperial sobre la Educación
En 1907, Kikuchi Dairoku fue invitado por la Universidad de Londres para dar conferencias sobre la educación desde mediados de febrero por un período de cinco meses. El foco central de sus conferencias fue el Rescripto Imperial sobre la Educación. La solicitud de las conferencias se comunicó inicialmente a Hayashi Tadasu, entonces embajador en Londres (desde diciembre de 1905). Al principio, Sawayanagi Matsutaro iba a dar las conferencias, pero fue llamado cuando estaba en Roma de camino a Londres y Kikuchi dio las conferencias en su lugar. Como preparación para las conferencias, tradujo el Rescripto Imperial al inglés.